# Aquaculture Stewardship Council
Der Aquaculture Stewardship Council (kurz ASC) ist eine gemeinnützige Nachhaltigkeits- und Zertifizierungsorganisation mit Sitz in London und Utrecht.
Im Vergleich zur Partnerorganisation Marine Stewardship Council (MSC), der Speisefisch und Meeresfrüchte aus nachhaltigem Wildfang zertifiziert, bezieht sich das ASC-Zertifizierungsprogramm und -Siegel auf Fisch und Meeresfrüchte aus Zuchtbetrieben (Aquakultur). Weltweit werden jährlich rund 2 Millionen Tonnen Aquakulturfisch mit ASC-Zertifizierung vertrieben.

## Standard und Zertifizierung
Der ASC hat das Ziel, einen weltweit gültigen Standard für verantwortungsvolle, nachhaltig arbeitende Aquakultur-Betriebe (z. B. Fischfarmen und Muschelfarmen) zu entwickeln. Bislang liegen Standards für
12 Spezies beziehungsweise Gruppen vor:
- Algen
- Seriola und Cobia (Rachycentron canadum)
- Plattfische (wie Flunder, Steinbutt und Heilbutt)
- Tropische Meeresfische
- Wolfsbarsch, Dorade und Adlerfisch
- Abalone
- Forelle[5]
- Garnelen
- Muscheln
- Lachs[6]
- Pangasius
- Tilapia

Alle Standards werden nach den Vorgaben der ISEAL Alliance erstellt, der weltweite Vereinigung für Sozial- und Umweltstandards, deren Mitglied der ASC seit 2013 ist.
Für eine Zertifizierung müssen die Aquakultur-Farmen bestimmte Voraussetzungen erfüllen:
- Der Standort der Aquakultur muss sich für die Zuchtfischerei eignen.
- Die Wasserqualität muss hoch sein, damit die Fische gute Lebensbedingungen haben.
- Einer geringe Sterblichkeitsrate während der Zucht ist nachzuweisen.
- Eine Rückverfolgbarkeit des Fischfutters muss gewährleistet sein. Es darf nicht aus überfischten Beständen stammen.
- Der Einsatz von Antibiotika ist nur unter medizinischer Überwachung und nur im Krankheitsfall erlaubt.

## ASC-Siegel
Produkte aus ASC-zertifizierten Betrieben werden mit dem ASC-Siegel auf der Verpackung gekennzeichnet und sind so im Lebensmitteleinzelhandel für Verbraucher identifizierbar. Im Jahr 2015 trugen weltweit rund 3250 Produkte das Siegel, in Deutschland 415 Produkte. Im Februar 2021 veröffentlichte ASC das Ergebnis einer Marktanalyse zur Kennzeichnung des Zuchtfischportfolios in Deutschland. Von 809 untersuchten Produkten in den Regalen von 9 Einzelhändlern trugen 72 Prozent (581 Produkte) das ASC-Siegel.

## Geschichte
Der ASC wurde im Jahr 2010 vom WWF Niederlande und der IDH The Sustainable Trade Initiative gegründet. Die Organisation geht zurück auf die Aquakultur-Dialoge, die der WWF von 2004 bis 2010 als Runde Tische mit dem Ziel veranstaltet hatte, für bestimmte in Aquakultur genutzten Spezies von Meerestieren Standards zu entwickeln. 2011 übernahm der ASC vier Standards, die in den Aquakultur-Dialogen entwickelt worden waren, um diese zu verwalten und weiterzuentwickeln (Pangasius, Tilapia, Abalone und Muscheln).
Am 18. April 2012 stellte der ASC sein Label für die Fisch-Verpackungen des Lebensmitteleinzelhandels vor. Das erste Fischprodukt mit ASC-Siegel kam am 21. September 2012 in den Handel.
Am 15. August 2012 wurde die erste Tilapiafarm in Indonesien zertifiziert, am 11. September 2012 folgte die erste Pangasiusfarm in Vietnam. Als erste deutsche Aquakultur-Farm erhielt eine Regenbogenforellen-Farm aus der Lüneburger Heide eine ASC-Zertifizierung.
2020 kamen die ersten Doraden- und Wolfbarsch-Produkte aus ASC-zertifizierter Zucht in den Handel, zuerst in Großbritannien.

## Kritik
2021 stufte Greenpeace das ASC-Siegel als "absolut nicht vertrauenswürdig" ein, da es eine nicht nachhaltige Praxis als ökologisch darstellt.